# Cherry 2000
Cherry 2000 (br:Cherry 2000 / pt: Boneca Mecânica) é um filme estadunidense  de 1987, dos gêneros ficção científica, ação, aventura e romance dirigido por Steve De Jarnatt.

## Enredo
No futuro, os homens podem ter esposas robôs que são programadas de acordo com os desejos do dono. Quando ocorre um defeito com sua esposa robô, Sam Treadwell precisa contratar os serviços de uma guia para atravessar uma região perigosa em busca de uma nova esposa em uma fábrica desativada que é controlada por um grupo de criminosos.

## Elenco
- David Andrews.......Sam Treadwell
- Jennifer Balgobin.......Glory Hole Hotel Clerk
- Marshall Bell.......Bill
- Harry Carey Jr........Snappy Tom
- Laurence Fishburne.......Glu Glu Lawyer
- Pamela Gidley.......Cherry 2000
- Melanie Griffith.......Edith 'E.' Johnson
- Michael C. Gwynne.......Slim
- Brion James.......Stacy
- Ben Johnson.......Six-Fingered Jake